# Deutsche Sprintmeisterschaften 2013
Die 17. Deutschen Sprintmeisterschaften im Rudern wurden am 12. und 13. Oktober 2013 auf dem Aasee in Münster ausgetragen.
Wie im Vorjahr wurden in insgesamt elf Bootsklassen Medaillen vergeben, davon sechs bei den Männern, vier bei den Frauen und eine in der Mixed-Klasse. Die Rennen wurden über eine Distanz von 350 Metern ausgetragen.

## Medaillengewinner

### Männer
| Bootsklasse            | Gold | Silber | Bronze |
| ---------------------- | --- | --- | --- |
| Einer                  | Niklas Kell (RC Hamm von 1890) | Raphael Reiß (Mühlheimer RV 1911) | André Müller (Bremer SC) |
| Doppelzweier           | RV Ems-Jade-Weser Maiko Benedikt Remmers Immo Ihnen | RTHC Bayer Leverkusen Heiner Schwartz Fabian Weiler                                                                                               | RC Potsdam Hans Gruhne Tom Christofzik |
| Zweier ohne Steuermann | Duisburger RV Kai Wessel Sven Wessel | RC Allemannia von 1866 Hamburg Torben Neumann Can Temel                                                                                           | Mainzer RV von 1878 Christian Scherhag Christoph Thiem |
| Doppelvierer           | RC Hamm von 1890 Jan-Hendrik Potthoff Jonas Kell Niklas Kell Thilo Bialaschik                                                                                                | RV Ems-Jade-Weser Sebastian Berlin Jerrit Röckendorf Maiko Benedikt Remmers Immo Ihnen                                                            | RV Rauxel 1922 Nicolai Müller-Roden Michel Palisaar Lukas Denneborg Malte Jakschik                                                                                         |
| Vierer mit Steuermann  | RTHC Bayer Leverkusen Stephan Volkert Toni Seifert Felix Drahotta Stephan Koltzk Sebastian Enders (Stm.)                                                                     | Crefelder RC 1883 Alexander Thierfelder Dirk Marterer Lars Henning Sebastian Mathias Schmidt Paula Wlodarek (Stf.)                                | Bonner RG Jannik Graaf Joschua Hellemeier Simon Krane Hauke Skoda Laura Nötzold (Stf.)                                                                                     |
| Achter                 | Crefelder RC 1883 Alexander Thierfelder Dirk Marterer Moritz Koch Matthias Simons Moritz te Neues Thorsten Hütz Lars Henning Sebastian Mathias Schmidt Paula Wlodarek (Stf.) | ARC zu Münster Henrik Stange Peter Seedorf Raphael Korte Stefan Schröder Franz Winulf Baade Jan Becker Jan Sauer Stephan Mlecko Ada Stange (Stf.) | Frankfurter RG Germania Moritz Carlowitz Maximilian Hinkel Frederik Brohmann Markus Brich Jens Raab Rüdiger Lösel Ivan Saric Daniel Ohl de Mello Lennart Schweigert (Stm.) |

### Frauen
| Bootsklasse  | Gold | Silber | Bronze |
| ------------ | --- | --- | --- |
| Einer        | Silke Günther (Heidelberger RK 1872) | Anne Beenken (RV Saarbrücken) | Luisa Neerschulte (RV Ems-Jade-Weser) |
| Doppelzweier | Heidelberger RK 1872 Sandra Luptowitsch Silke Günther | Crefelder RC 1883 Johanna te Neues Lisa Schmidla | RV Saarbrücken Nina Wengert Anja Noske |
| Doppelvierer | Crefelder RC 1883 Nadine Schmutzler Marisa Staelberg Sara Davids Miriam Davids | Heidelberger RK 1872 Gesine Thiessen Katrin Reinert Sandra Luptowitsch Katharina Fricke                                                                                | Ludwigshafener RV von 1878 Christine Thomas Stephanie Hang Evelyn Siegert Sandra Schnitzer                                                                            |
| Achter       | Crefelder RC 1883 Mona Benger Theresa Lomertin Vera Dresely Marisa Staelberg Theresa Hülsmann Rebekka Klemp Nadine Schmutzler Melanie Staelberg Marisa Staelberg Leoni Lier (Stf.) | Heidelberger RK 1872 Katlehn Rodewald Katrin Reinert Gesine Thiessen Silke Günther Anna Schmidt Sandra Luptowitsch Franziska Heck Katharina Fricke Anjali Magin (Stf.) | Bonner RG Jil-Beatrice Breidebach Beke Schütz Johanna Coenen Katharina Walter Leoni Hadwiger Anna Skorobogatova Nicole Zimmermann Kathinka Graaf Laura Nötzold (Stf.) |

### Mixed
| Bootsklasse  | Gold                                                                             | Silber                                                             | Bronze                                                                          |
| ------------ | -------------------------------------------------------------------------------- | ------------------------------------------------------------------ | ------------------------------------------------------------------------------- |
| Doppelvierer | Crefelder RC 1883 Johanna te Neues Lisa Schmidla Moritz Koch Jonathan Rommelmann | Bremer RV 1882 Lisa Baues Sören Dannhauer Jens Große Judith Maurer | Heidelberger RK 1872 Anna Schmidt Bastian Faralisch Franziska Heck Thomas Walle |